# Западно-украинская народная республика
За́падно-Украи́нская Наро́дная Респу́блика (ЗУНР; укр. Західноукраїнська Народна Республіка); с 19 октября по 9 ноября 1918 года — Украинское государство (укр. Українська держава); с 22 января 1919 года — Западная область Украинской Народной Республики (ЗОУНР; укр. Західна область Української Народної Республіки) — частично признанное государство в Центральной Европе, существовавшее с 19 октября 1918 по 18 июля 1919 года. В него входили крупные города Львов, Тарнополь, Коломыя, Дрогобыч, Борислав, Станиславов и правобережный Перемышль. Помимо контролируемой Восточной Галиции, оно претендовало также на северную часть Буковины и Карпатской Руси. В политическом отношении Украинская национально-демократическая партия (предшественница межвоенного Украинского национально-демократического объединения) доминировала в законодательном собрании, руководствуясь в разной степени греко-католической, либеральной и социалистической идеологией. Среди других представленных партий были Украинская радикальная партия и Христианско-социальная партия.
ЗУНР возникла как отколовшееся государство на фоне распада Австро-Венгрии, а в январе 1919 года номинально объединилась с Украинской Народной Республикой (УНР) в качестве автономной Западной области. Польша также претендовала на эту территорию, а к июлю оккупировала большую её часть и вынудила западноукраинское правительство покинуть страну. Когда в конце того же года УНР решила обменять эту территорию на союз с Польшей против Советской России, изгнанное западноукраинское правительство разорвало отношения с УНР. Правительство в изгнании продолжало свои претензии до тех пор, пока не распалось в 1923 году.

## Демография
Население в пределах территории, на которую ЗУНР рассчитывала распространить свой контроль, в 1910 году составляло около 5,4 млн человек, в том числе около 60 % украинцев и русинов, около 25 % поляков, примерно 12 % евреев, а также немцев, чехов и представителей других национальностей. 
В столице Львове украинцы составляли 22 % населения, тогда как на долю поляков и евреев приходилось свыше 60 % жителей. Поэтому Львов давно считался одним из важнейших польских городов. В связи с этим конфликт между ЗУНР и Польшей был неизбежен.

## Символика
Герб ЗУНР представлял собою золотого льва на голубом поле, смотрящего в геральдически правую сторону. Флаг состоял из двух горизонтальных полос голубого и жёлтого цветов.

## Языковая политика
Несмотря на короткий период существования ЗУНР, её власти успели принять несколько нормативных актов, направленных на украинизацию. В феврале 1919 года Украинский национальный совет принял два закона, которые объявили все школы (общественные, средние, гимназии и другие) государственными, а языком преподавания — украинский.
Государственным языком также был объявлен украинский. В марте 1919 года была издана инструкция, предусматривающая, что к службе в государственных органах допускаются только граждане, владеющие украинским языком. Национальным меньшинствам были даны гарантии свободы обращения в государственные инстанции на родном языке, а также права обучения на нём. Во всех начальных школах было отменено обязательное преподавание немецкого языка и введён обязательный украинский (в школах нацменьшинств с 3-го класса).

## История
Перед Первой мировой войной значительная часть украинских земель находилась в составе Австро-Венгрии. После поражения Австро-Венгрии и Германии в Первой мировой войне начался распад Австро-Венгрии. 7 октября 1918 года Регентский совет в Варшаве заявил о плане восстановления независимости Польши, и 9 октября польские депутаты австрийского парламента приняли решение об объединении в составе Польши бывших земель Речи Посполитой, включая Галицию. В ответ на это уже на следующий день (10 октября) украинская фракция во главе с Евгением Петрушевичем приняла решение созвать во Львове Украинский национальный совет — парламент украинцев Австро-Венгрии. Этот Совет был создан 18 октября. Председателем его считался Петрушевич, ведший однако дипломатическую работу в Вене; фактически же на месте работу вела Галицийская делегация совета во главе с Константином Левицким. Совет провозгласил своей целью создание украинского государства на территории Галиции, Буковины и Закарпатья. Опорой Совета были украинские национальные части Вооружённых сил Австро-Венгрии — полки сечевых стрельцов. В то же время поляки, составлявшие 25 % населения спорных территорий, но привыкшие считать всю Галицию польской землёй, надеялись на её присоединение к Польше. Созданная в Кракове польская ликвидационная комиссия (для польских областей империи) намеревалась переехать во Львов и там провозгласить присоединение к возрождённой Польше польских провинций Австро-Венгрии (Малой Польши и Галиции).
Провозглашение украинского государства было намечено на 3 ноября. Однако известие о планах краковской комиссии заставило украинцев поспешить.
В ночь на 11 ноября 1918 года части сечевых стрельцов (украинские национальные части в австрийской армии) провозгласили власть УНС во Львове, Станиславове, Тарнополе, Золочеве, Сокале, Раве-Русской, Коломые, Снятыне и Печенежине. В то же время во Львове началось восстание поляков.
Австрийский губернатор во Львове передал власть вице-губернатору Владимиру Децкевичу, признанному УНС. 3 ноября УНС издал манифест о независимости Галиции. УНС принял декларацию о создании украинского государства на территории Галиции, Буковины и Закарпатья (хотя реально власть ЗУНР так и не была распространена ни на всю восточную Галицию, ни на территорию Закарпатья и Буковины).
1 ноября 1918 года с вооружённого выступления украинских формирований во Львове началась Польско-украинская война. К 6 ноября поляки, которые составляли большинство населения Львова и не желали быть частью никакого другого государства, кроме польского, контролировали уже более половины города. В такой неспокойной обстановке 13 ноября 1918 года была провозглашена ЗУНР и создано её правительство — Государственный Секретариат во главе с Константином Левицким. В тот же день была создана Галицкая армия.
21 ноября польские войска взяли Львов, и руководство ЗУНР было вынуждено бежать в Тернополь. Положение молодой республики было очень шатким — 1 ноября румынские войска вошли в столицу Буковины Черновцы, в которых 6 ноября власть перешла к Краевому Комитету УНС, а 15 января 1919 года столица Закарпатья Ужгород был занят чехословацкими войсками.
С 22 по 25 ноября 1918 года прошли выборы 150 членов Украинского народного совета, который должен был выступать в качестве законодательного органа. Почти треть мест была зарезервирована для национальных меньшинств (в первую очередь поляков и евреев). Поляки выборы бойкотировали, в отличие от евреев, составивших почти 10 % депутатов.
1 декабря 1918 года делегаты Западноукраинской народной республики и Украинской народной республики подписали в городе Фастов договор об объединении обоих украинских государств в одно.

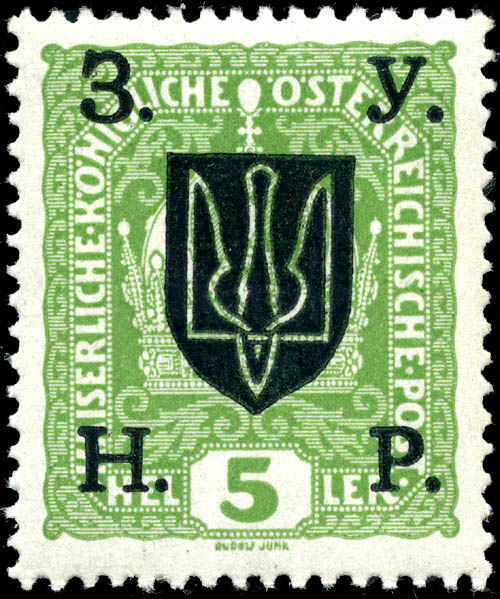
Марка ЗУНР

3 января 1919 года началась первая сессия УНС (в Станиславове), на которой президентские полномочия Евгения Петрушевича были подтверждены. Таким образом, он стал главой государства. Кроме того, был ратифицирован договор об объединении с УНР.
4 января было создано постоянное правительство ЗУНР во главе с Сидором Голубовичем.
21 января в закарпатском городке Хусте прошёл Закарпатский всенародный конгресс, на котором был избран Центральный украинский народный совет и принята декларация о присоединении Закарпатья к УНР, хотя реального присоединения не последовало.
Несмотря на войну, ЗУНР постаралась сохранить стабильность ещё предвоенного австрийского административного устройства, использовав как украинских, так и польских профессионалов. ЗУНР были приняты законы, в соответствии с которыми земля крупных землевладельцев была изъята и разделена между безземельными крестьянами. Кроме того, весной 1919 года было мобилизовано около 100 000 солдат, но из-за недостатка вооружений лишь 40 000 из них были готовы к участию в боях.
22 января 1919 года в Киеве было торжественно объявлено об объединении Западноукраинской Народной Республики с Украинской Народной Республикой (Акт Злуки). ЗУНР должна была войти в состав УНР на правах широкой автономии, в результате чего она переименовывалась в «Западную область Украинской Народной Республики» (ЗОУНР).
В то же время Галицкая армия совершила поход в Закарпатье (14 — 23 января 1919 года), но была разбита чехами.
16 февраля Галицкая армия начала «Волчуховскую операцию» по окружению группы польской армии, контролировавшей Львов. К 18 марта операция провалилась, и поляки сами начали наступление на восток ЗОУНР.
Ввиду тяжёлого положения республики 9 июня правительство Голубовича сложило свои полномочия, и вся власть перешла к Евгению Петрушевичу, который получил титул диктатора.
К началу июня 1919 года почти вся ЗОУНР была оккупирована Польшей, Румынией и Чехословакией. Галицкая армия контролировала лишь правый берег реки Збруч, восточной границы между ЗОУНР и УНР. 7 июня Галицкая армия начала «Чортковское наступление», в результате чего войска ЗОУНР продвинулись к 24 июня вплотную ко Львову и Станиславову и заняли Тернополь. Однако 28 июня началось польское контрнаступление и к 16 июля Галицкая армия была вытеснена на свои позиции по состоянию на 7 июня. Началась поспешная эвакуация Галицкой армии на левый берег Збруча и, таким образом, 18 июля 1919 года Галицкая армия полностью потеряла контроль над территорией ЗОУНР. Часть побеждённых войск бежала в Чехословакию, где стала известна под названием «украинской бригады», однако основная часть армии, насчитывавшей около 50 000 бойцов, перешла на территорию Украинской народной республики. В конце 1919 года Петрушевич денонсировал Акт Злуки. Вскоре его правительство перебралось через Румынию в Вену.
21 апреля 1920 года Польша и УНР договорились о том, что граница должна проходить по реке Збруч. Фактически, однако, Петлюра в тот момент уже не представлял собой самостоятельной силы и мог существовать только при польской поддержке. С исчезновением таковой двумя месяцами спустя (с разгромом поляков на Украине) УНР окончательно прекратила своё существование. В результате разгрома РККА под Варшавой и Замостьем в войне против Польши во второй половине 1921 года почти все земли бывшей ЗУНР остались в Польше, кроме тех, которые ранее отошли в состав Чехословакии и Румынии.
Лига Наций в своём решении от 23 февраля 1921 года признала, что Восточная Галиция находится под польской военной оккупацией, и осудила антиукраинскую политику варшавского руководства. Однако уже в 1923 году сначала Совет послов Антанты, а затем и Лига Наций признали вхождение галицких земель в состав Польши без всяких оговорок. В связи с этим Евгений Петрушевич в мае 1923 года распустил правительство ЗУНР в изгнании и ликвидировал дипломатические представительства и миссии за рубежом.

## Экономика

### Банкноты
ЗУНР не имела собственной валюты, а использовала банкноты австро-венгерской кроны. После акта об объединении с УНР кроны, находившиеся в обращении, были снабжены надпечатками с номиналом в гривнах.
Кроме того, с 1914 г. и до конца существования ЗУНР ряд городов (Львов, Черновцы, Мукачево, Берегово и др.) выпускали свои местные банкноты с номиналом в кронах (геллерах), гривнах или польских марках. Текст на них был выполнен, в зависимости от политики местных властей, на немецком, польском, украинском, русском, идиш или венгерском языках.